# Angela Besharah
Angela Besharah (* 12. August 1977 in Ottawa) ist eine kanadische Schauspielerin, Synchronsprecherin und Filmschaffende.

## Leben
Besharah wurde am 12. August 1977, nach anderen Angaben 1982, in Ottawa geboren. Seit 2002 ist sie als Fernseh- und Filmschauspielerin tätig. So war sie in diesem Jahr in jeweils einer Episode der Fernsehserien Spynet und Mutant X zu sehen. Ihr Spielfilmdebüt gab sie 2007 in Nur die Liebe hilft. Im selben Jahr war sie unter anderen in den Filmproduktionen Mein Kind vom Mars und American Pie präsentiert: Die College-Clique zu sehen. 2011 spielte sie in vier Episoden der Miniserie Die Kennedys die Rolle der Ann Gargan. In den folgenden Jahren erhielt sie weitere Episodenrollen in verschiedenen Fernsehserie wie Copper – Justice is brutal, Haven und Lost Girl. 2015 war sie in dem Katastrophenfilm Blitzschlag – Gefangen im Gewittersturm in der Rolle der Lara zu sehen. Im selben Jahr wirkte sie im Horrorfilm All Hallows’ Eve 2 mit. 
2009 debütierte Besharah als Filmregisseurin durch die Realisierung zwei Episoden der Fernsehserie Get Involved!. 2010 erschien der von ihr produzierte Kurzfilm Now & Then, der unter anderen am 31. Juli 2010 auf dem San Diego International Children’s Film Festival, am 7. März 2011 auf dem WorldKids International Film Festival in Indien und am 4. Juni 2011 auf dem Brooklyn Film Festival gezeigt wurde. In den folgenden Jahren erschienen mehrere Kurzfilme, für die sie als Regisseurin und Produzentin verantwortlich war. Am 19. August 2017 wurde der Kurzfilm Rive auf dem Atlanta Underground Film Festival gezeigt.

## Filmografie (Auswahl)

### Schauspiel
- 2002: Spynet (Fernsehserie, Episode 1x09)
- 2002: Mutant X (Fernsehserie, Episode 2x04)
- 2004: Independent Living (Kurzfilm)
- 2004: Headhunter (Kurzfilm)
- 2007: Nur die Liebe hilft (Numb)
- 2007: Bonded Pairs (Kurzfilm)
- 2007: Mein Kind vom Mars (Martian Child)
- 2007: American Pie präsentiert: Die College-Clique (American Pie Presents: Beta House)
- 2011: Die Kennedys (The Kennedys, Miniserie, 4 Episoden)
- 2012: The Conspiracy
- 2012: Copper – Justice is brutal (Copper, Fernsehserie 1x08)
- 2012: Haven (Fernsehserie, Fernsehserie 3x12)
- 2012: Night Light (Kurzfilm)
- 2013: Lost Girl (Fernsehserie, Fernsehserie 3x01)
- 2014: The Last Halloween (Kurzfilm)
- 2015: Bitten (Fernsehserie, 2 Episoden)
- 2015: Flush (Kurzfilm)
- 2015: Blitzschlag – Gefangen im Gewittersturm (Deadly Voltage)
- 2015: All Hallows’ Eve 2
- 2016: The Floaters (Kurzfilm)
- 2016: A Special Kind of Love – Rendezvous mit dem Tod (A Sunday Kind of Love)
- 2016: Tomorrow’s Shadows (Kurzfilm)
- 2017: Reign (Fernsehserie, Fernsehserie 4x08)
- 2017: Good Witch (Fernsehserie, Fernsehserie 3x07)
- 2017: Rive (Kurzfilm)
- 2017: Salvation (Fernsehserie, Episode 1x09)
- 2017: Murdoch Mysteries – Auf den Spuren mysteriöser Mordfälle (Murdoch Mysteries, Fernsehserie, Episode 11x09)
- 2018: Wholesome Foods I Love You... Is That OK? (Fernsehserie, 2 Episoden)
- 2018: Condor (Fernsehserie, Episode 1x07)
- 2019: In the Dark (Fernsehserie, Episode 1x13)
- 2020: Mrs. America (Miniserie, Episode 1x04)
- 2020: March (Kurzfilm)
- 2021: Endlings (Fernsehserie, Fernsehserie 2x04)
- 2022: Star Trek: Strange New Worlds (Fernsehserie, Fernsehserie 1x04)
- 2022: Ich. Bin. So. Glücklich. (Luckiest Girl Alive)
- 2022: Circuit Breakers (Fernsehserie, 1 Episode)
- 2023: Who Killed Our Father? (Fernsehfilm)
- 2023: Accused (Fernsehserie, Fernsehserie 1x06)
- 2023: A Royal Christmas Crush (Fernsehfilm)
- 2023: Orphan Black: Echoes (Fernsehserie, Fernsehserie 1x03)
- 2024: Die Pradeeps aus Pittsburgh (The Pradeeps of Pittsburgh, Fernsehserie, 2 Episoden)
- 2025: Settle Down (Miniserie, Episode 1x05)

### Synchronisationen
- 2011: Liefi – Ein Huhn in der Wildnis (Madangeul naon amtak, Animationsfilm)
- 2015: At Your Feet (Fernsehserie, Fernsehserie 1x01)
- 2018: A Scratch in My Soul (Kurzfilm)
- 2019: Canadian Strain

### Produktion
- 2010: Now & Then (Kurzfilm)
- 2011: The Evening News (Kurzfilm)
- 2013: Fondi '91
- 2017: Rive (Kurzfilm)
- 2018: Bree and Drew (Me & You) (Kurzfilm)

### Regie
- 2009: Get Involved! (Fernsehserie, 2 Episoden)
- 2010: Now & Then (Kurzfilm)
- 2017: Run Away Dog (Kurzfilm)
- 2017: Rive (Kurzfilm)
- 2018: Rehab (Kurzfilm)
- 2019: With You Always (Kurzfilm)
- 2022: Not So Afraid (Kurzfilm)